# Melanophryniscus atroluteus
Melanophryniscus atroluteus é uma espécie de anfíbio da família Bufonidae. Pode ser encontrada na Argentina, Uruguai, Paraguai e Brasil.